# Auriòlas
Auriòlas (en francès Auriolles) és un municipi francès situat al departament de la Gironda i a la regió de la Nova Aquitània.

## Demografia
| 1962                                       | 1968 | 1975 | 1982 | 1990 | 1999 | 2007 |
| ------------------------------------------ | ---- | ---- | ---- | ---- | ---- | ---- |
| 171                                        | 179  | 122  | 110  | 112  | 117  | 130  |
| Des de 1962: població sense dobles comptes |      |      |      |      |      |      |

## Administració
| Període   | Identitat                  | Partit |
| --------- | -------------------------- | ------ |
| 2001-2020 | Danielle Blanchard Clamens |        |
| 2020-     | Marie-José Guyot           |        |